# 상하이의 불꽃
상하이의 불꽃은 2014년 7월 6일에 공연을 펼친 대한민국의 뮤지컬이다.

## 줄거리
1930년대 동양의 모던 시티, 중국 상하이
김염은 일제강점기 시절, 독립운동의 근거지 ‘만주 치치하얼’에서 1위안을 손에 들고 홀로 중국 상하이로 떠난다.
당시 상하이는 아시아 최대의 국제 도시로 성장을 거듭하고 있었다.
김염은 100여개 영화사들이 운집해 있는 상하이에서 배우의 꿈을 키우고 있던 중, 미국 유학파 출신의 영화 감독 쑨유를 만나 그 자리에서 배우로 발탁된다.
한편, 상하이 최대의 폭력 조직인 ‘청방’의 두목, 두웨성은 사랑을 품고 있는 소속 가수 천옌시를 여주인공으로 캐스팅하는 조건으로 투자를 하게 된다.
그러던 어느 날.. 천옌시가 사라진다. 아무리 수소문 해도 행방을 찾을 수 없는 천옌시...
그로부터 4년 후인 1932년! 김염은 ‘영화 황제’의 칭호를 받으며 대륙 최고의 스타로 등극하게 된다.
그 해.. 4월 29일.. 충격적인 사건이 벌어진다. 윤봉길이라는 조선인 청년의 도시락 폭탄투척사건!
김염은 그곳에서 낯익은 여인을 발견하게 된다.
바로 4년 전, 홀연히 사라진 천옌시를 발견한 김염은 천옌시의 뒤를 밟는데….

## 캐릭터
- 김염 : 1930년대 중국의 영화황제, 독립운동가 가문에서 태어난 조선인
- 천옌시 : 김염의 어릴 적 친구, 상해임시정부의 비밀요원.
- 두웨성 : 상하이 최대 폭력조직 ‘청방’의 수장, 천옌시를 사랑한다.
- 왕런메이 : 당대 상하이의 최고 여배우, 김염의 첫번째 아내
- 히데오 : 일본군 장교이자 제국주의의 화신
- 쑨유 : 중국의 영화사에 큰 족적을 남긴 영화감독, 항일영화 ‘대로’의 감독

## 출연진

### 2014년(7월 6일)
- 김염 역 : 홍희원
- 천옌시(영신) 역 : 이시유
- 두웨성 역 : 원종환
- 왕런메이 역 : 윤차영
- 히데오 역 : 박영필
- 쑨유 역 : 손성민
- 니에얼 역 : 이현진
- 티엔한 역 : 김해정
- 앙상블 역 : 박선정, 홍준기, 김두진, 김솔, 최예경, 이종찬